# Amerika-Haus (Hannover)

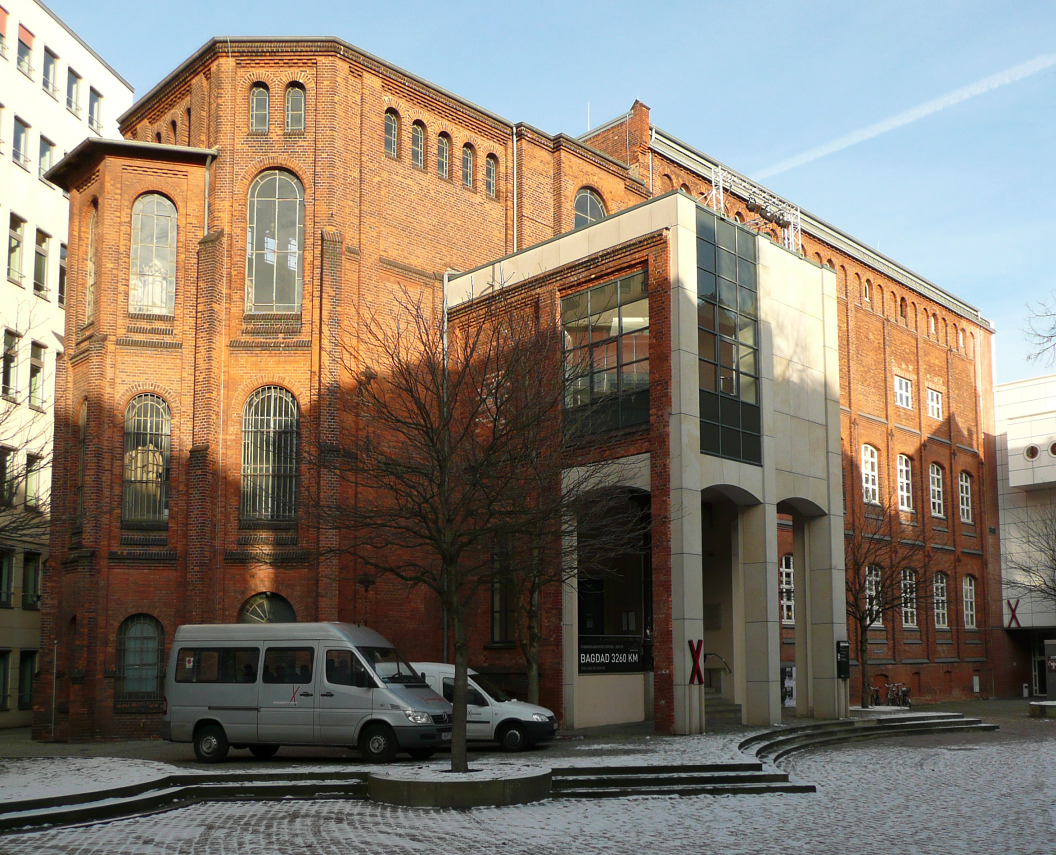
Sitz des Amerika-Hauses Hannover im Erdgeschoss des Gebäudes Prinzenstraße 9 von 1970 bis 1990

Das Amerika-Haus in Hannover war von seiner Gründung 1950 bis zu seiner Schließung 1995 eine Einrichtung zur Pflege des Kulturaustauschs mit den USA. Ziel war die Information über Kultur, Gesellschaft, Geschichte, Wirtschaft und Politik der Vereinigten Staaten. Dies erfolgte durch Veranstaltungen, Beratungsarbeit zum Schüler- und Jugendaustausch sowie durch eine Bibliothek.

## Geschichte

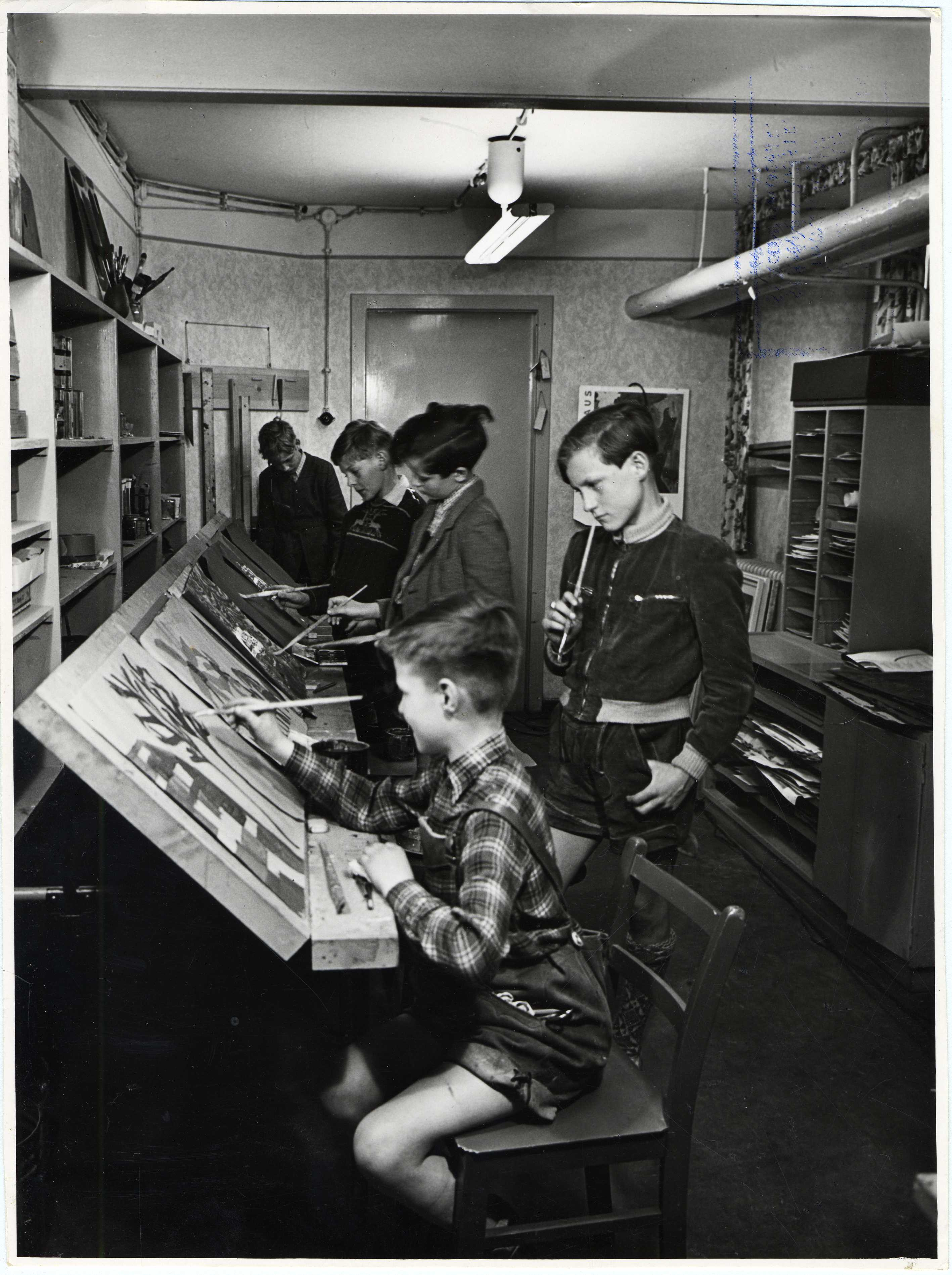
Kindermalklasse im Amerika-Haus in Hannover Anfang der 1950er Jahre

Das Amerika-Haus Hannover wurde am 22. Mai 1950 als erstes Amerika-Haus außerhalb der ehemaligen amerikanischen Besatzungszone eröffnet. Es befand sich in der früheren britischen Besatzungszone. Die Eröffnung nahm der amerikanische Hochkommissar John Jay McCloy in Gegenwart des niedersächsischen Ministerpräsidenten Hinrich Wilhelm Kopf und dem hannoverschen Bürgermeister Wilhelm Weber vor. Der erste Sitz der Einrichtung war im Conti-Block am Kröpcke. 1970 wurde sie im Gebäude der Cumberlandschen Galerie, die heute Teil des Schauspielhauses Hannover ist, wiedereröffnet. 1990–1995 war der Sitz in der Prinzenstraße 4.

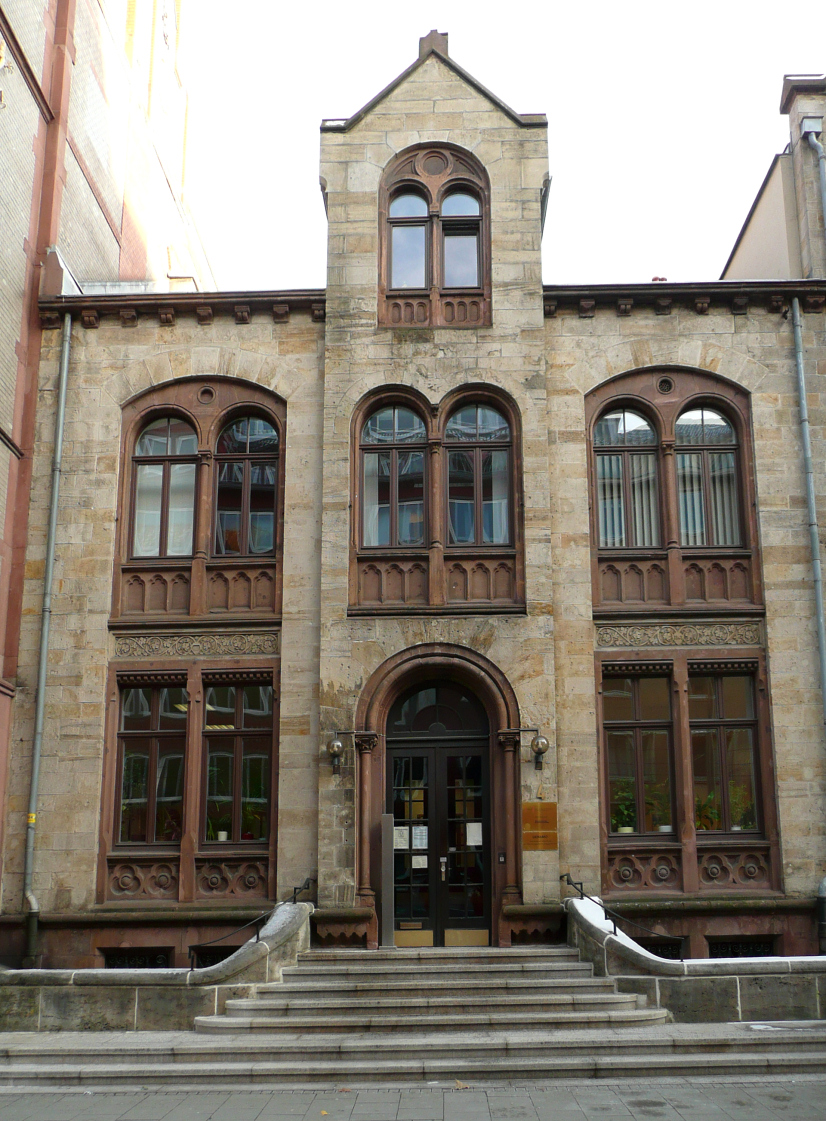
Sitz in der Prinzenstraße 4 von 1990 bis 1995

Ab Mitte der 1960er Jahre mit dem Aufkommen der 68er-Bewegung begann eine schwierige Zeit für das Amerika-Haus Hannover wie auch für andere Amerika-Häuser in Westdeutschland und insbesondere für das Amerika-Haus Berlin. Die amerikanische Vietnampolitik und der Vietnamkrieg stießen auf Kritik sowie Ablehnung. Obwohl das Haus in Hannover weniger von antiamerikanischen Demonstrationen und Aktionen betroffen war, kam es in dieser Zeit mehrmals zu Tumulten und zum Einwerfen von Fensterscheiben. 1981 wurde das Amerika-Haus von Demonstranten besetzt, um die Forderung nach Zusammenlegung inhaftierter Angehöriger der Rote Armee Fraktion im Rahmen eines Hungerstreiks zu unterstützen.
Schon Mitte der 1970er Jahre war das Amerikahaus von Finanzkürzungen seitens der amerikanischen Regierung betroffen. Sie forderte von der deutschen Seite eine stärkere Förderung ein. Um eine Schließung zu verhindern, kamen die Stadt Hannover und das Land Niedersachsen dem nach, indem sie Zuschüsse für die Kosten des Hauses und des Programms leisteten.
Auf Betreiben der Republikaner beschloss das General Accounting Office in den 1990er Jahren die auswärtige Kulturpolitik auf ihren Nutzen hin zu prüfen. Daraufhin wurde im Jahr 1995 das Amerika-Haus Hannover, zusammen mit dem Amerika-Haus Stuttgart, aus Kostengründen geschlossen. Der Bibliotheksbestand und die technischen Einrichtungen kamen an Bibliotheken, Schulen und Universitäten in Niedersachsen. Ein wesentlicher Dokumentenbestand befindet sich seit 2005 im Stadtarchiv Hannover.

## Angebote
Das Amerika-Haus hatte für Besucher unter anderem folgende Angebote:
- Filmvorführungen in einem Kinosaal, die täglich stattfanden und zum Teil bis zu 12.000 Besucher im Monat hatten, darunter auch für geschlossene Vorführungen für Schulen und andere Organisationen.
- Einsatz von Film-Mobiles, die die in den 1950er Jahren in anderen Städten Filmvorführungen durchführten und Filmvorführer ausbildeten.
- Bibliothek mit amerikanischer Literatur und amerikanischen Zeitschriften. Ausleihen waren für alle Bewohner in Niedersachsen kostenlos möglich. Der Höchststand mit 27.000 Büchern bestand in den 1950er Jahren, danach wurde der Bestand zu einer Spezialbibliothek mit 8000 Bänden zu amerikanischen Themen reduziert. Die Zeitschriftensammlung beinhaltete 180 laufend gehaltene Titel.
- Fahrbücherei als Book-Mobiles, die in den 1950er Jahren mit zwei Bussen 16 Orte in Niedersachsen angefahren haben. Danach entfiel der Dienst, da in den Orten Stadtbüchereien entstanden.
- Kinderprogramm mit Singen, Basteln, Malen, Englischlernen, Theaterspielen sowie Kinderbücherei.

Veranstaltungen:
Das Amerika-Haus bot ein reichhaltiges Veranstaltungsprogramm an, das sich nicht auf Hannover beschränkte. Bereits kurz nach der Gründung des Hauses wurden damit Flüchtlingslager von Heimatvertriebenen in Loccum, Uelzen und Salzgitter betreut. Das Programm hatte unter anderem folgende Angebote:
- Musikveranstaltungen mit Musikvorträgen, Schallplattenstunden und dem Auftritt von Musikern aus den Vereinigten Staaten, darunter der Pianist Chick Corea, der Jazzmusiker Lionel Hampton und 1970 die Vorstellung des Moog-Synthesizers durch Paul Bley. 1989 wurde das Musikfestival Music Days USA durchgeführt, das rund 6000 Besucher hatte.
- Theaterveranstaltungen mit der Aufführung amerikanischer Theaterstücke, vor allem moderner, in Deutschland unbekannter Werke. Ab Mitte der 1960er Jahre gab es Aufführungen in englischer Sprache. Ab 1980 war der Saal des Amerika-Hauses wegen des Besucherandranges zu klein und man wich für die Aufführungen in die Humboldtschule Hannover mit 600 Plätzen aus. Da auch hier der Raum eng wurde wich man 1982 auf das Theater am Aegi mit 1200 Sitzplätzen aus. Bei den englischsprachigen Gastspielen wurden amerikanische Klassiker, wie John Steinbeck, Arthur Miller oder Tennessee Williams gespielt. Alternatives Theater wurde im Pavillon gezeigt, wo unter anderem die San Francisco Mime Troupe als politische Straßentheatergruppe auftrat.
- Ausstellungen zu den Themen Fotografie, Malerei, Grafik, Kunsthandwerk, Pop Art, indianische Kunst. Außerdem gab es anlassbezogene Ausstellungen, zum Beispiel die deutsche Auswanderung in die USA.
- Podiumsgespräche zu aktuellen tagespolitischen Themenstellungen.
- Vortragsveranstaltungen zu amerikaspezifischen Themen aus Politik, Wirtschaft, Raumfahrt, Umweltschutz, Minderheiten, Kunst, Architektur und USA-Reisen.
- Fortbildungsseminare zur englischen Sprache und zu politischen Themen für Jugendliche, Lehrer und Bundeswehrangehörige im Zusammenwirken mit der Evangelischen Akademie Loccum und der Niedersächsischen Landeszentrale für politische Bildung.